# Twarożnik

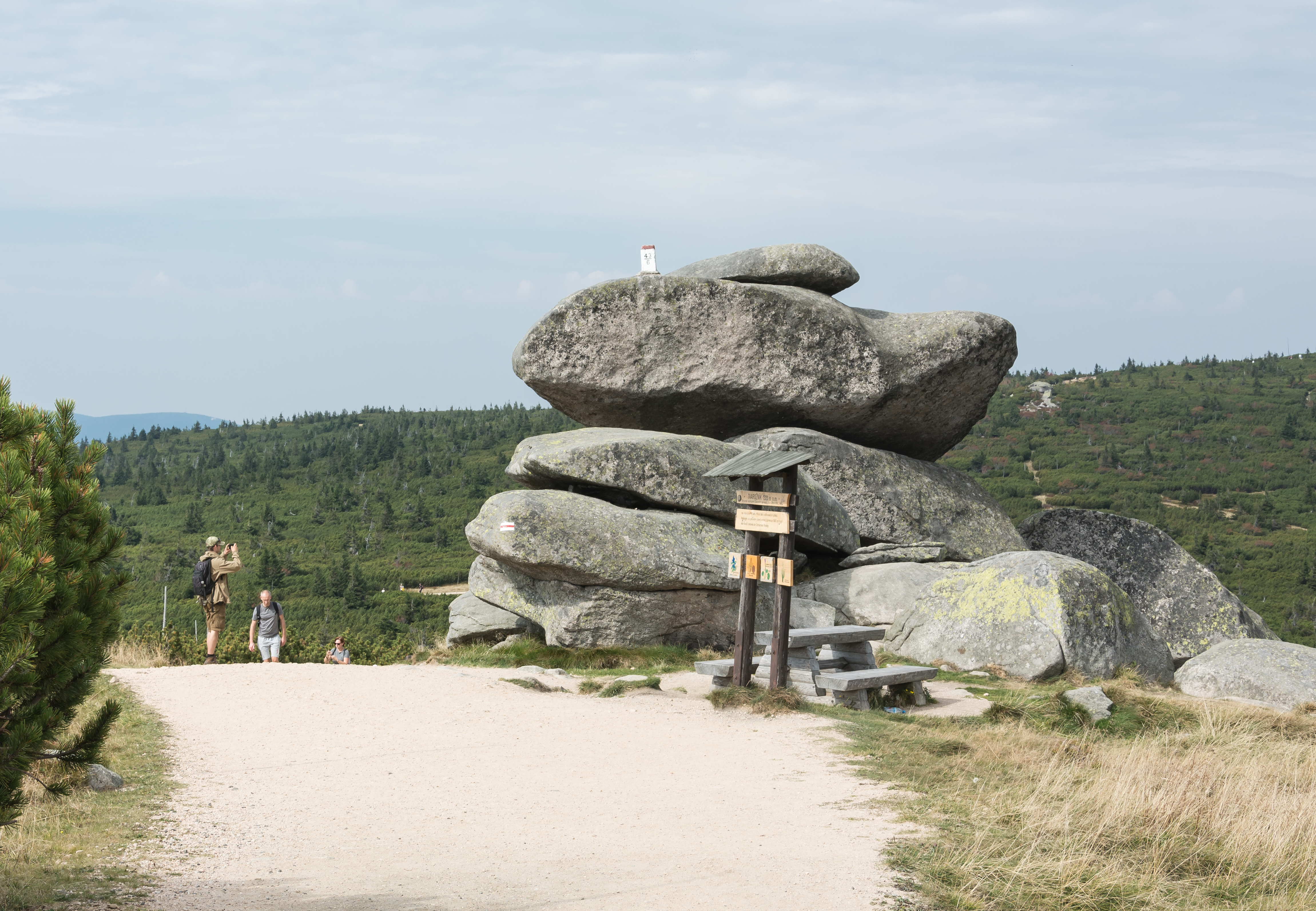
Twarożnik ze słupkiem granicznym na szczycie, widok od południowego wschodu

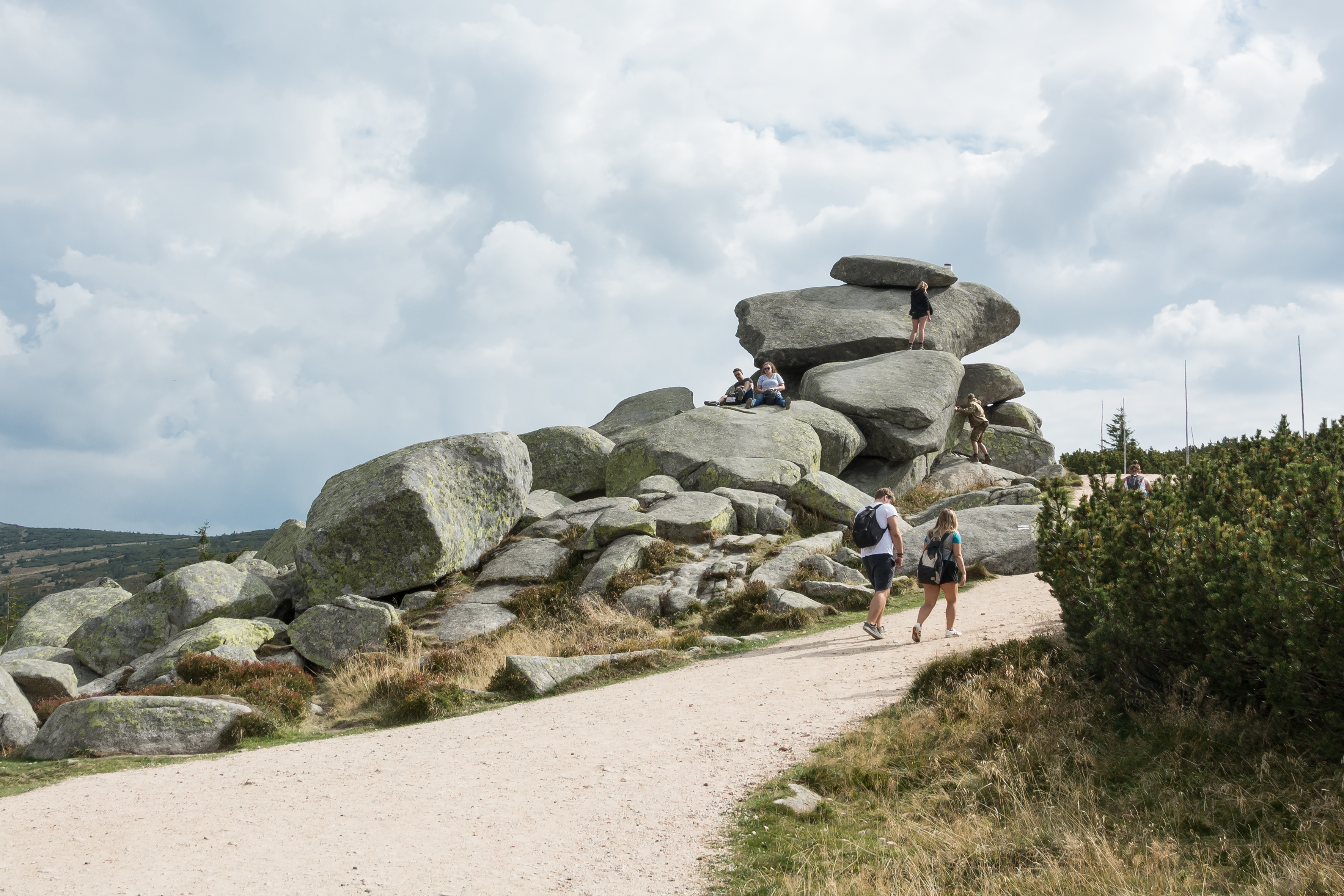
Twarożnik od północnego zachodu

Twarożnik (niem. Quargsteine, Quarksteine, czes. Tvarožník) – skałka granitowa w Sudetach Zachodnich, w paśmie Karkonoszy.
Twarożnik położony jest na granicy polsko-czeskiej, w Sudetach Zachodnich, w zachodniej części Karkonoszy, w zachodniej części Śląskiego Grzbietu, pomiędzy Szrenicą a Sokolnikiem, powyżej Mokrej Przełęczy, właściwie na zachodnim zboczu Sokolnika, na wysokości ok. 1320 m n.p.m.
Jest to spora skałka, o wysokości 12,5 m, z charakterystycznym, płaskim blokiem na szczycie.
Można tu obserwować nieregularne spękania (cios granitowy).

## Szlaki turystyczne
Obok skałki przechodzi polsko-czeski szlak turystyczny:
- czerwono znakowany szlak turystyczny "Droga Przyjaźni Polsko-Czeskiej", biegnący ze Szrenicy do Przełęczy Okraj.

Od strony południowej biegnie czeski szlak turystyczny:
- z miasta Rokytnice nad Jizerou przez schronisko Vosecká bouda.